# Ploceus heuglini
Ploceus heuglini là một loài chim trong họ Ploceidae.